# Invisible Sun
Singles de The Police
De Do Do Do, De Da Da Da
(1980) Every Little Thing She Does Is Magic
(1981)
Invisible Sun est une chanson du groupe The Police paru sur l'album Ghost in the Machine en 1981.
Initialement nommée Ghost in the Machine, elle fut modifiée car Sting pensait qu'elle serait trop monotone.
Invisible Sun est le premier single extrait de Ghost in the Machine à paraître au Royaume-Uni et connaît un succès en se classant deuxième des Charts, tandis qu'Every Little Thing She Does Is Magic est le premier single choisi pour promouvoir l'album dans d'autres territoires.
Invisible Sun fait référence à l'Armalite, utilisé par des organisations paramilitaires, mais Sting, l'auteur de la chanson, se réfère principalement sur les événements d'Irlande du Nord. D'ailleurs, le clip de la chanson montre des images tournées au moment du conflit qui se déroule en Irlande du Nord. Mais la B.B.C. le bannit en raison de son sujet.

## Classement et certification
| Classement (1981-1982)         | Meilleure place |
| ------------------------------ | --------------- |
| Australie (Kent Music Report)  | 89              |
| France (IFOP)                  | 4               |
| Irlande (IRMA)                 | 5               |
| Pays-Bas (Single Top 100)      | 27              |
| Royaume-Uni (UK Singles Chart) | 2               |

| Pays              | Certification | Date               | Ventes  |
| ----------------- | ------------- | ------------------ | ------- |
| Royaume-Uni (BPI) | Argent        | 1er septembre 1981 | 250 000 |